# Sălaj (rijeka)
Sălaj je lijeva pritoka rijeke Samoš u Rumunjskoj. Ulijeva se u Samoš u Sălsigu. Duljina joj je 39 km, a površina porječja 457 km2.

## Pritoke
Sljedeće rijeke su pritoke rijeke Sălaj:
- Lijeve: Mineu, Cioara, Cămin, Oarța, Băsești, Tămășești, Urmeniș, Asuaj
- Desne: Valea Râturilor